# Гринвуд (Илиноис)
Гринвуд (енгл. Greenwood) град је у америчкој савезној држави Илиноис.

## Демографија
По попису из 2010. године број становника је 255, што је 11 (4,5%) становника више него 2000. године.
| Група             | 2000.       | 2010.       |
| Белци             | 219 (89,8%) | 228 (89,4%) |
| Афроамериканци    | 0 (0,0%)    | 0 (0,0%)    |
| Азијати           | 6 (2,5%)    | 1 (0,4%)    |
| Хиспаноамериканци | 16 (6,6%)   | 23 (9,0%)   |
| Укупно            | 244         | 255         |